# みなとやま水族館

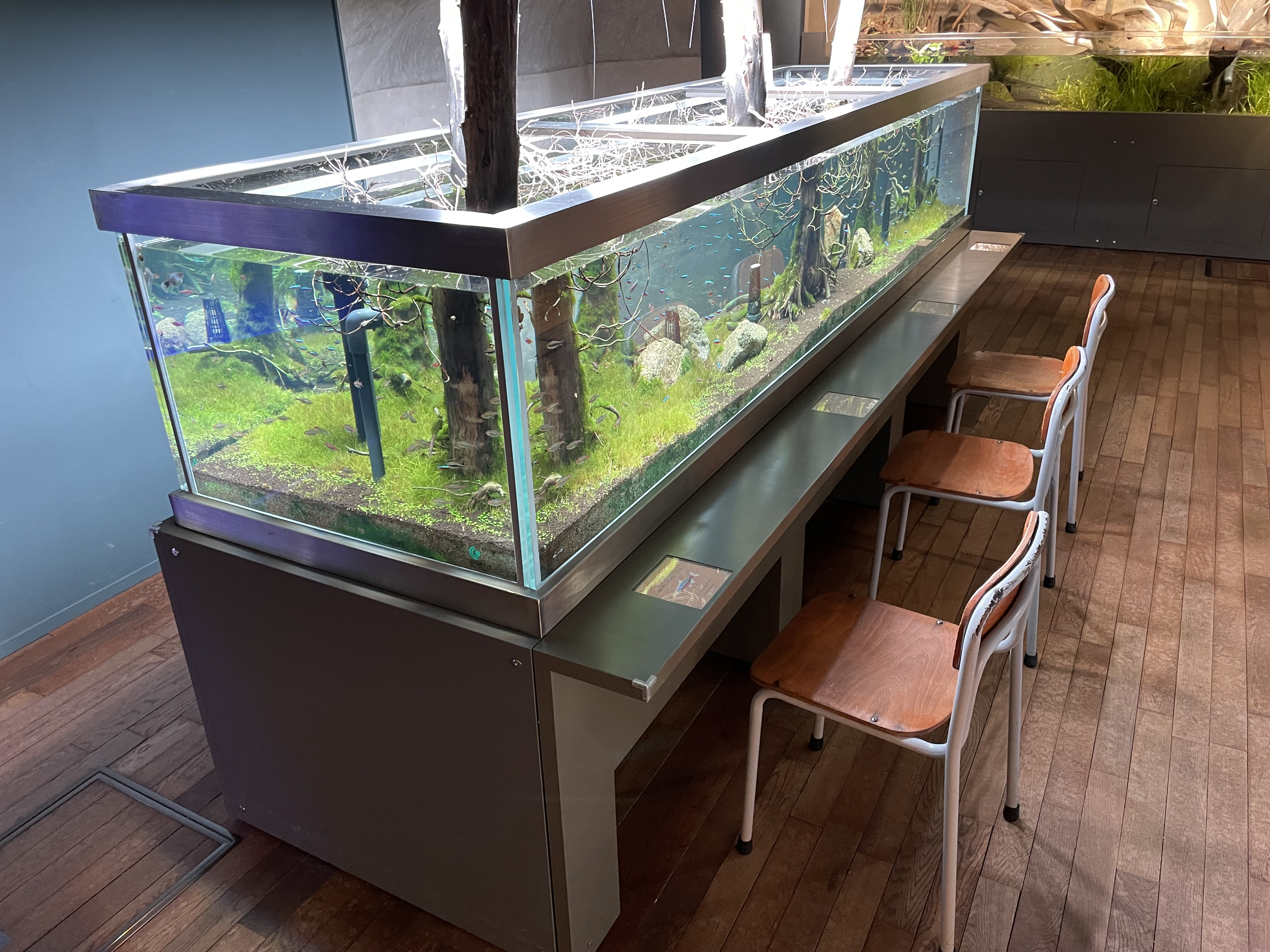
小学校で使用された椅子を再利用し、椅子に座った目線の高さに設置された熱帯魚水槽

みなとやま水族館（みなとやますいぞくかん）は、兵庫県神戸市兵庫区にある水族館である。
古くは平清盛邸宅跡である神戸市立湊山小学校跡地に村上工務店が旧校舎をリノベーションし開設した複合施設「NATURE STUDIO」内に2022年7月1日開館した。

## 概要

### 迷惑行為
開館して以降、水槽を叩く、水槽に石や手を入れる、植栽の植物を引き抜きFISH PONDに投げ入れる、館内で追いかけっこをする等の迷惑行為が目立ち、ストレスによってメダカが全滅する、FISH PONDのニジマスが石を誤飲するなどの被害があった。

## 施設
- FISH POND – ニジマス釣りをすることができる[5]。

## 体験
- FISH PONDでニジマス釣り
- ドクターフィッシュの触れ合い体験[6]
- コイの餌やり[7]

## アクセス
- 三宮駅・三ノ宮駅・三宮・花時計前駅から、神戸市バス7系統神戸駅前ゆき 約20分「石井橋」バス停から徒歩1分
- 神戸駅・高速神戸駅・ハーバーランド駅から、神戸市バス7系統市民福祉交流センター前ゆき 約14分「石井橋」バス停から徒歩1分

## 参照・脚注
1. ↑  “かつての平清盛邸跡、水族館やフードホールに　閉校の神戸・旧湊山小を活用、卒業生が奮闘中”.   神戸新聞NEXT (2022年3月1日). 2023年11月27日閲覧。
2. ↑  “神戸兵庫区にNATURE STUDIO 7月1日(金)グランドオープン！元湊山小学校をリノベーション”.   TOKK (2022年7月1日). 2023年11月27日閲覧。
3. ↑  “「水槽を激しく叩き…」水族館が心ない行為を注意！「厳しすぎ」と言われても「しっかり注意を」と毅然｜よろず〜ニュース”. よろず〜ニュース (2023年7月28日). 2024年1月8日閲覧。
4. ↑  “水槽たたき投石も…水族館が子どもの迷惑行為に警告「イジメや遊びのオモチャじゃない」”. ENCOUNT. 2024年1月8日閲覧。
5. ↑  “みなとやま水族館”. minatoyama.jp. 2024年1月8日閲覧。
6. ↑  “ドクターフィッシュのふれあい体験 - みなとやま水族館”. minatoyama.jp. 2024年1月8日閲覧。
7. ↑  “コイの餌やり – みなとやま水族館”. minatoyama.jp. 2024年1月8日閲覧。